# Kościół Nawiedzenia Najświętszej Maryi Panny w Orzeszu
Kościół Nawiedzenia Najświętszej Maryi Panny – rzymskokatolicki kościół parafialny należący do dekanatu Orzesze archidiecezji katowickiej.

## Historia i architektura

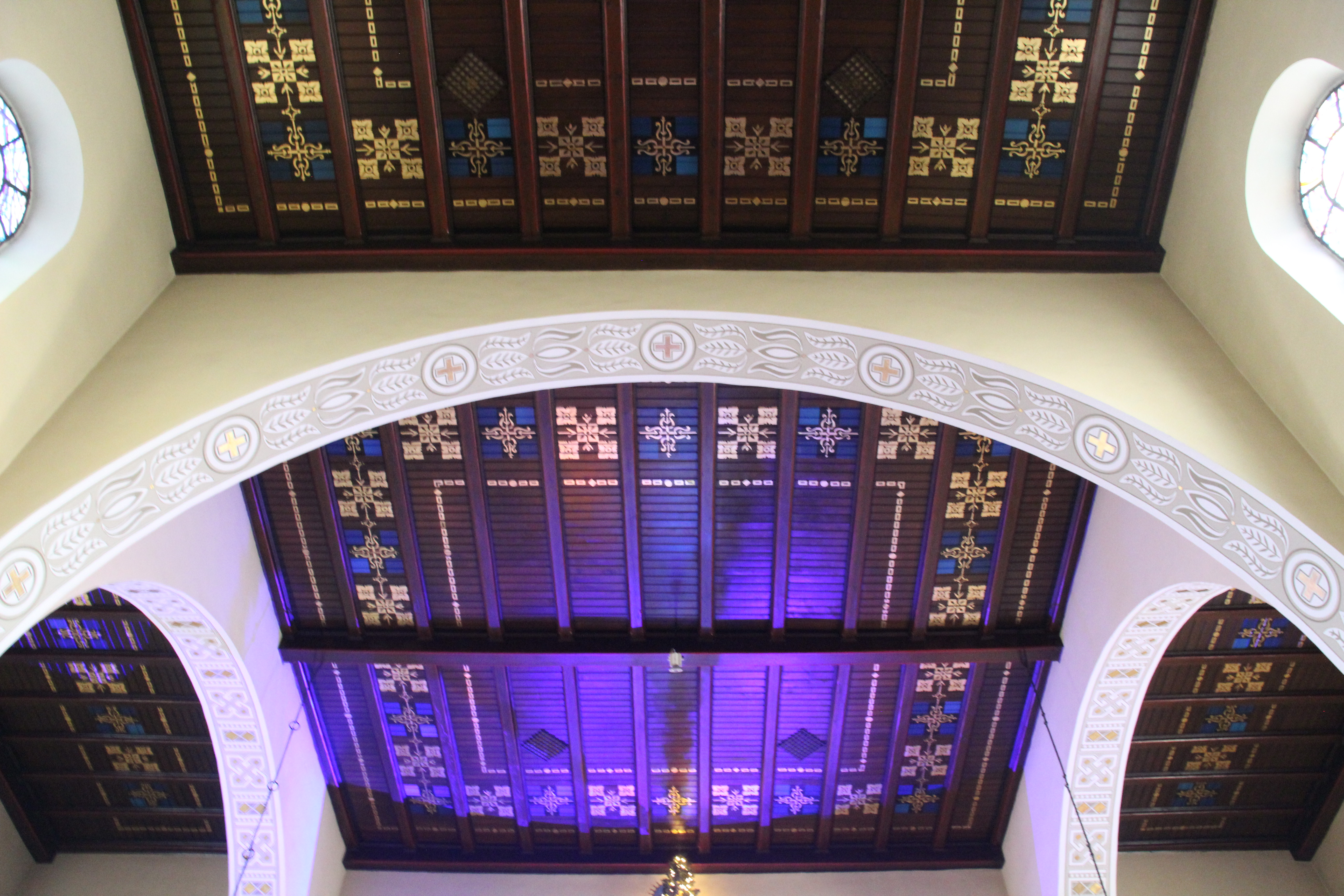
Strop

Prace budowlane zostały rozpoczęte po uzyskaniu pomocy finansowej od Dyrekcji Dóbr hrabiego Thiele-Wincklera, kurii biskupiej, starostwa pszczyńskiego oraz urzędu wojewódzkiego.
Świątynia została zaprojektowana przez Teofila Wygacza z Orzesza. Prace budowlane trwały cztery lata. Kościół wzniesiony w stylu neoromańskim został poświęcony w dniu 14 grudnia 1930 roku przez księdza Aleksandra Skowrońskiego z Mikołowa. Pierwotnie w świątyni znajdowały się jeden główny ołtarz i dwa boczne. W ołtarzu głównym został umieszczony obraz namalowany przez Jana Wałacha, na którym jest przedstawiona scena Nawiedzenia Najświętszej Maryi Panny. W oknach zostały wprawione witraże przedstawiające św. Wawrzyńca i św. Katarzynę. Zostały także kupione dwa dzwony kościelne odlane w Odlewni dzwonów Karola Schwabe noszące wezwania św. Józefa i Najświętszego Serca Pana Jezusa. W czasie II wojny światowej kościół został uszkodzony i w 1945 roku rozpoczęto prace remontowane. Świątynia została konsekrowana w dniu 7 maja 1960 roku przez księdza biskupa Herberta Bednorza.
Kościół został gruntownie wyremontowany w połowie lat 90. XX wieku. Została wtedy wymieniona posadzka na marmurową, a dach został pokryty dachówką. Autorami obecnego wystroju świątyni są Edmund Czarnecki i Karol Gierlotka.

## Organy
Organy wybudował Wacław Biernacki w 1962 roku. Pierwotnie część instrumentu była umieszczona przy ołtarzu głównym. Obecnie całość znajduje się w szafie organowej na chórze muzycznym.
Dyspozycja instrumentu:
| Manuał I           | Manuał II               | Manuał III        | Pedał                |
| ------------------ | ----------------------- | ----------------- | -------------------- |
| 1. Kwintaton 16’   | 1. Pryncypał fletowy 8’ | 1. Holflet 8’     | 1. Kontrabas 16’     |
| 2. Pryncypał 8’    | 2. Viola di Gamba 8’    | 2. Salicet 8’     | 2. Violonbas 16’     |
| 3. Dolce 8’        | 3. Vox coelestis 8’     | 3. Flet major 8’  | 3. Subbas 16’        |
| 4. Bourdon 8’      | 4. Flet łagodny 8’      | 4. Pryncypał 4’   | 4. Pryncypał bas 16’ |
| 5. Oktawa 4’       | 5. Praestant 4’         | 5. Bachflet 4’    | 5. Fletbas 8’        |
| 6. Koncert flet 4’ | 6. Rurflet 4’           | 6. Róg nocny 2’   | 6. Chorałbas 4’      |
| 7. Gedekt 4’       | 7. Pikolo 2’            | 7. Sifflet 1’     | 7. Mikstur bas 3ch.  |
| 8. Super oktawa 2’ | 8. Nasard 2 2/3’        | 8. Kwinta 1 1/3’  | 8. Puzon 16’         |
| 9. Kwinta 2 2/3’   | 9. Tercja 1 3/5’        | 9. Cymbel 3ch.    |                      |
| 10. Mikstura 4 ch. | 10. Szarf 3ch.          | 10. Vox humana 8’ |                      |
| 11. Trompet 8’     | 11. Obój 8’             |                   |                      |

## Galeria

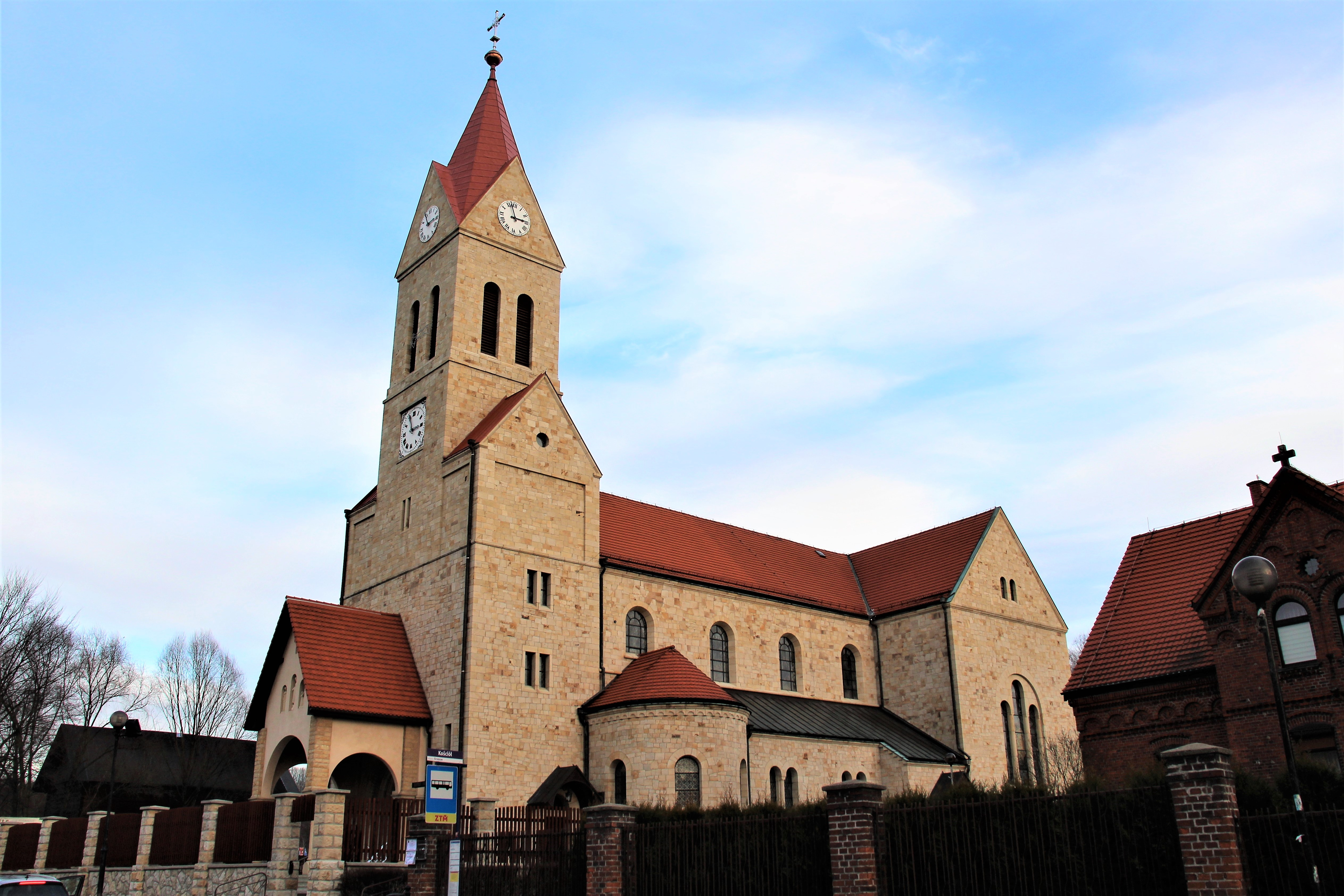
Elewacja boczna
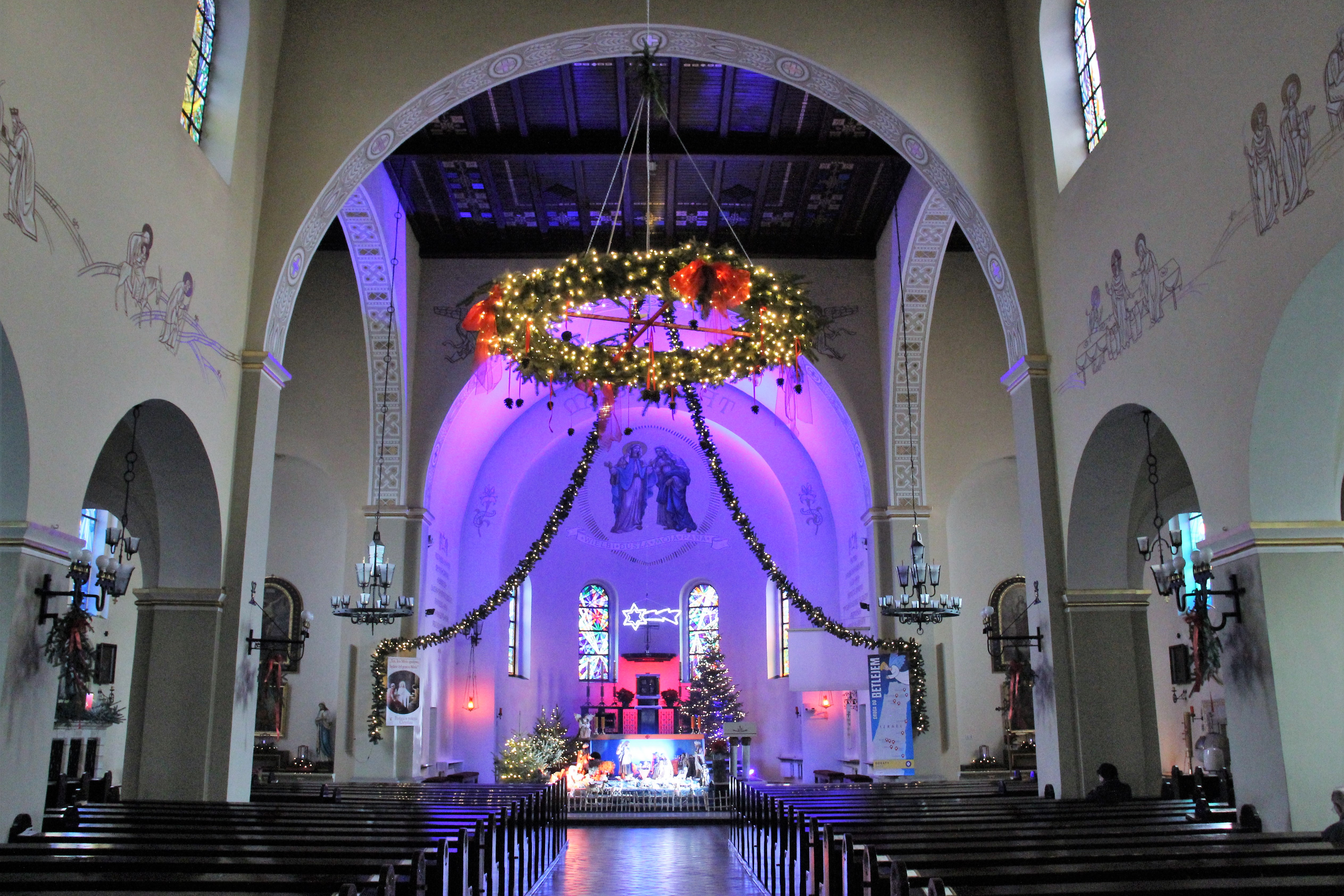
Wnętrze i ołtarz
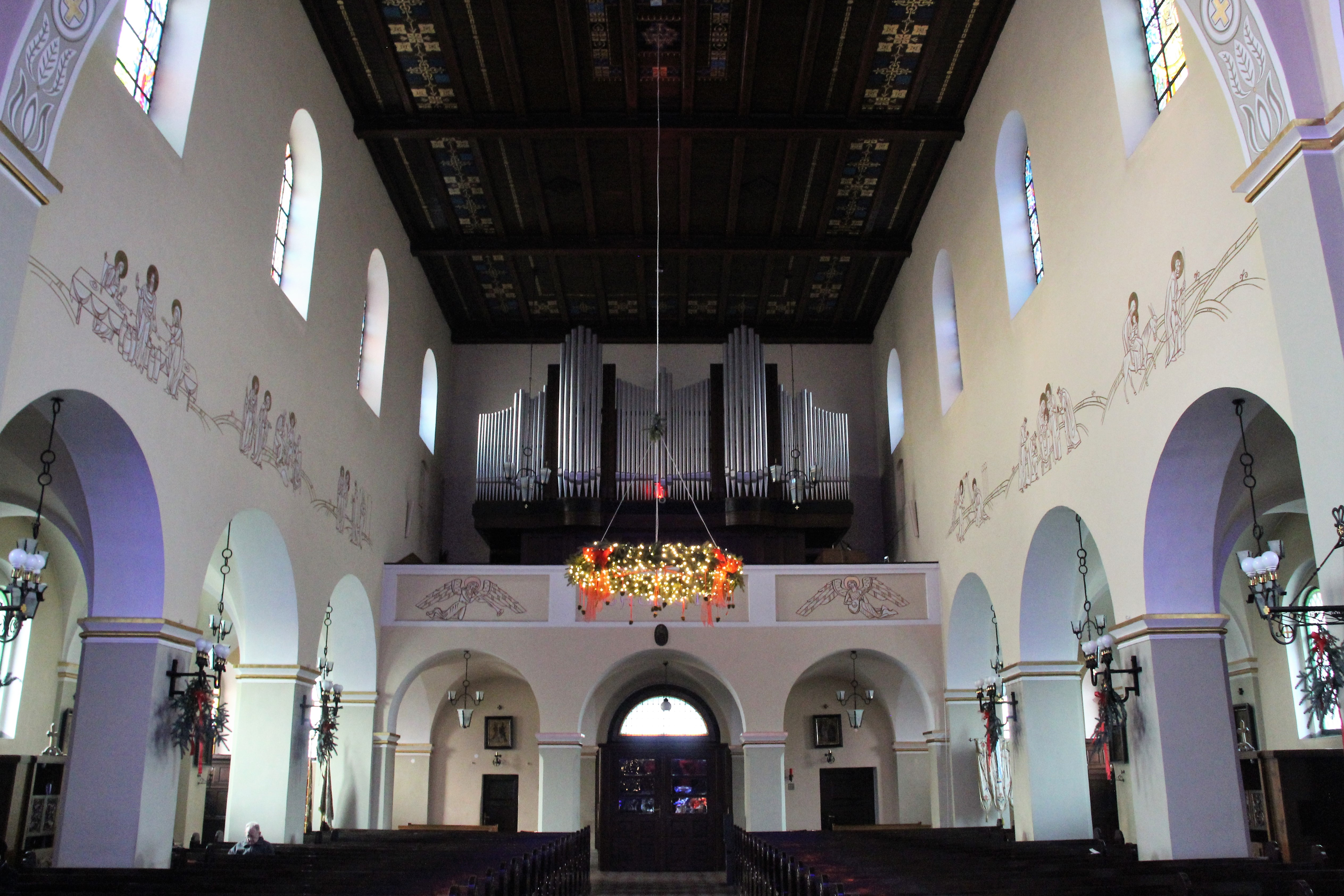
Chór organowy
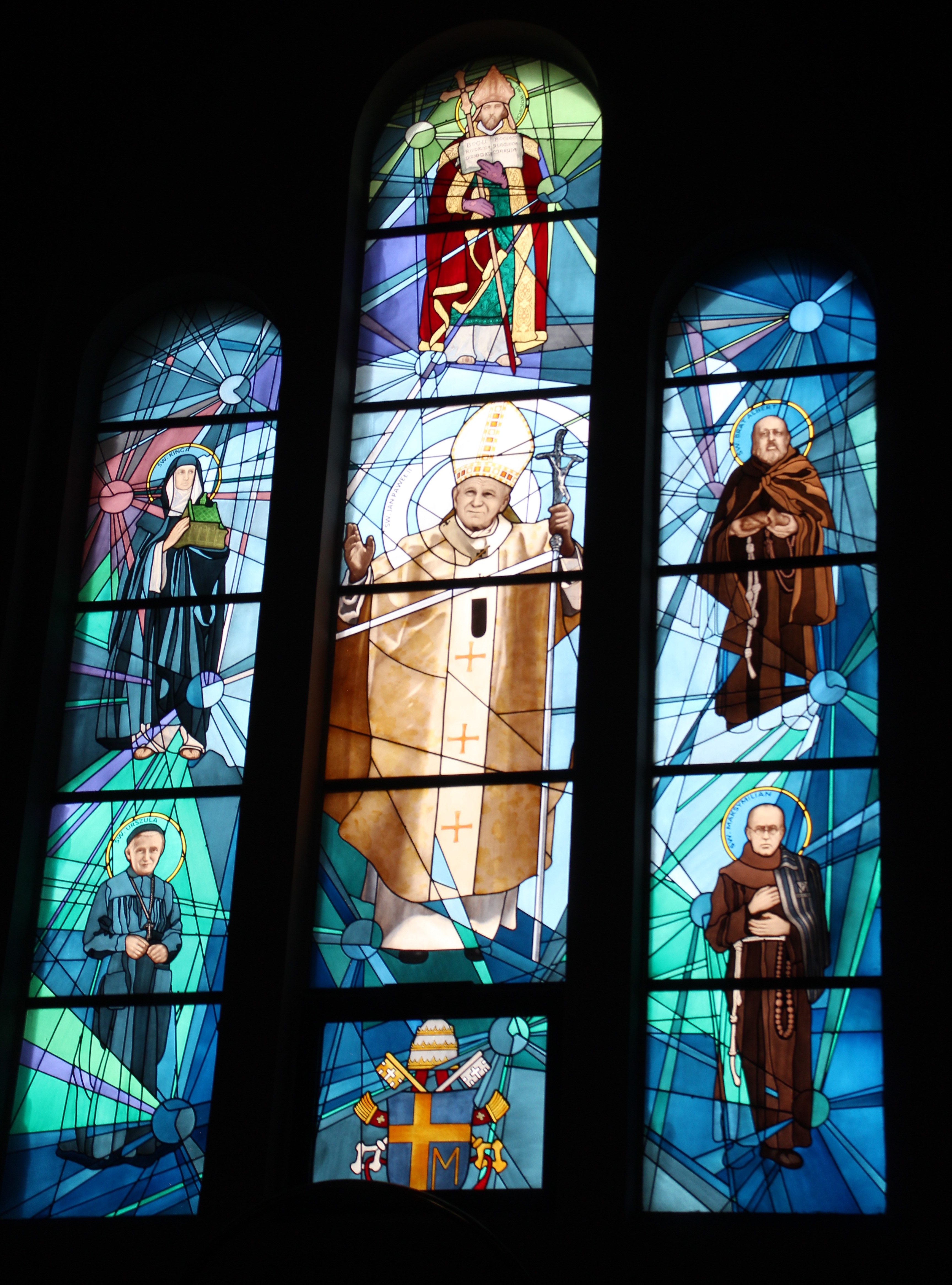
Jeden z witraży